# Luigi Serafini (artista)

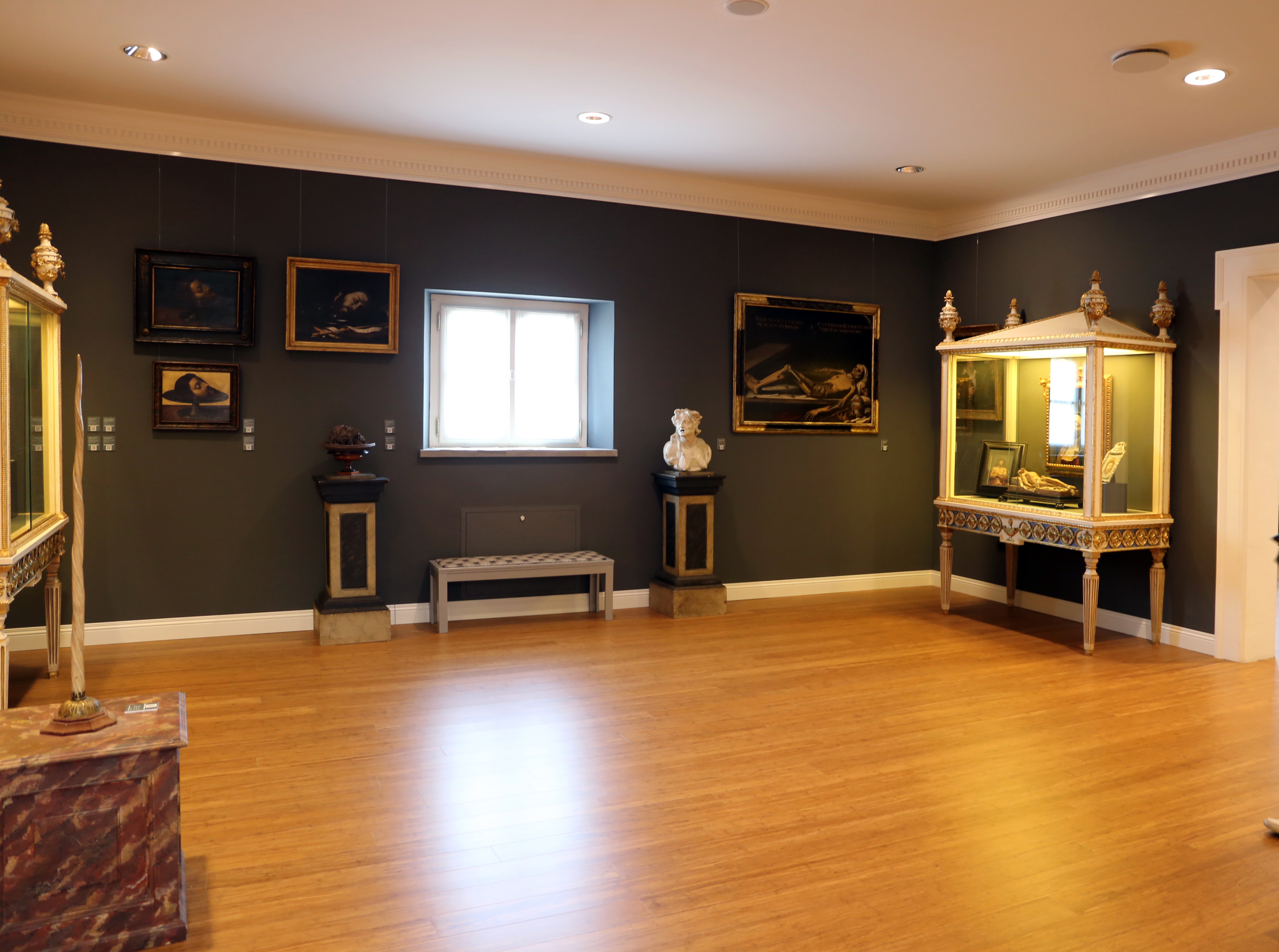
Colección Franco Maria Ricci, sala 02

Luigi Serafini (Roma, 4 de agosto de 1949) es un artista italiano y diseñador con sede en Milán. Es más conocido por crear el Codex Seraphinianus, una enciclopedia ilustrada de cosas imaginarias en lo que se creía que era un lenguaje construido. Este trabajo fue publicado en 1981 por Franco Maria Ricci.

## Carrera profesional
Durante la década de 1980, Serafini trabajó como arquitecto y diseñador en Milán. Sus objetos se definían a menudo por una aptitud de metalenguaje, como las sillas Santa y Suspiral o las lámparas y el vidrio para Artemide. Ha creado escenografía, iluminación y vestuario para el ballet Jazz Calender por Frederick Ashton en el Teatro Alla Scala y también ha trabajado para el Piccolo Teatro di Milano. Ha creado acrónimos y logotipos de escenografías para RAI y ha trabajado con Federico Fellini en La voce della luna.[cita requerida]

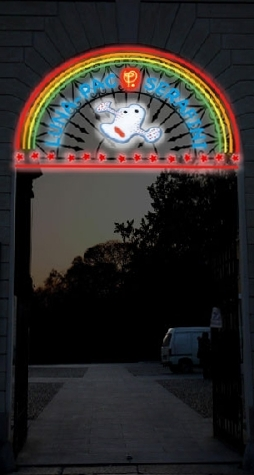
Luna-PAC Serafini

Tiene un laboratorio de cerámica en Umbría y exhibe su trabajo con regularidad, especialmente en los Países Bajos. Ha sido artista invitado en el Banff Center y ha expuesto en la Fondazione Mudima di Milano, la XIII Quadriennale, la Galleria Nazionale d'Arte Moderna (Galería Nacional de Arte Moderno) en Roma, Futurarium en Chicago y el Didael Gallery en Milán. En 2003 realizó una escultura de bronce policromada, Carpe Diem, y otros bajorrelieves para la estación de metro Materdei de Nápoles. En julio de 2008, completó una instalación policromada Balançoires sans Frontières (Altalene senza Frontiere) en Castasegna, Suiza.
En mayo de 2007, realizó una "exposición ontológica", Luna Pac, en el PAC de Milán. Su trabajo se ha reseñado en muchos medios italianos y publicaciones de arte.

### Codex Seraphinianus
El Codex Seraphinianus se lanzó originalmente en una edición limitada de 5000 copias en 1981. Ha sido reimpreso en cinco ocasiones, primero en una edición en inglés de 1983; luego en español y francés en la década de 1990, nuevamente en un número limitado de 5000 ejemplares cada uno; y finalmente en ediciones más impresas en 2006 y 2013. En 2013, Serafini también lanzó una edición limitada de lujo, firmada y numerada de 600 copias. (300 en inglés y 300 en italiano)
Roland Barthes estaba interesado en el Codex. En 1984, Italo Calvino escribió un ensayo al respecto, que se puede encontrar en Collezione di sabbia (Colección de arena) de Mondadori. El coreógrafo francés Philippe Decouflé se inspiró en él. Douglas Hofstadter escribió extensamente sobre ello.
En una charla en la Sociedad de Bibliófilos de la Universidad de Oxford celebrada el 11 de mayo de 2009, Serafini afirmó que no hay ningún significado oculto detrás del texto del Codex, que es asémico; que su propia experiencia al escribir era muy similar a la escritura automática; y que lo que quería que su alfabeto transmitiera al lector es la sensación que sienten los niños frente a libros que aún no pueden entender, aunque vean que su escritura sí tiene sentido para los adultos.

### Otros trabajos
En 1984, Serafini ilustró la Pulcinellopedia (piccola), bajo el seudónimo de P. Cetrulo (publicado por Longanesi), con un conjunto de dibujos a lápiz sobre la máscara napolitana de Pulcinella. Fue reimpreso en 2016.
El catálogo de la retrospectiva italiana de Serafini, Luna-Pac: Serafini, sigue siendo la única publicación completa de sus pinturas al óleo, dibujos, esculturas, instalaciones y arte paisajístico.
Serafini también ha ilustrado libros, incluida una edición del cuento de Franz Kafka En la colonia penal y un libro de 1988 titulado Etimologiario de Maria Sebregondi en un estilo similar a la Pulcinellopedia. En 2009, Serafini ilustró Le Storie Naturali, una reinterpretación de Les Histoires Naturelles (Historias de la naturaleza) de Jules Renard, publicada por Rizzoli en una edición limitada firmada de 600 ejemplares. Este libro presenta numerosos bolsillos que contienen hojas de plantas fantásticas impresas en papel grueso y troqueladas en forma de hoja.
Se informa que existen otras obras e ilustraciones inéditas, pero aparte de la exhibición ocasional de arte (desde figurillas de arcilla hasta esculturas plásticas y policromadas, muebles y pequeñas instalaciones), no están disponibles ni catalogadas públicamente. Serafini comenzó a trabajar en su propio sitio web, luigiserafini.com, a mediados de la década de 2000, pero desde 2009 solo muestra una página en blanco.